# The Richard Dawkins Foundation for Reason and Science

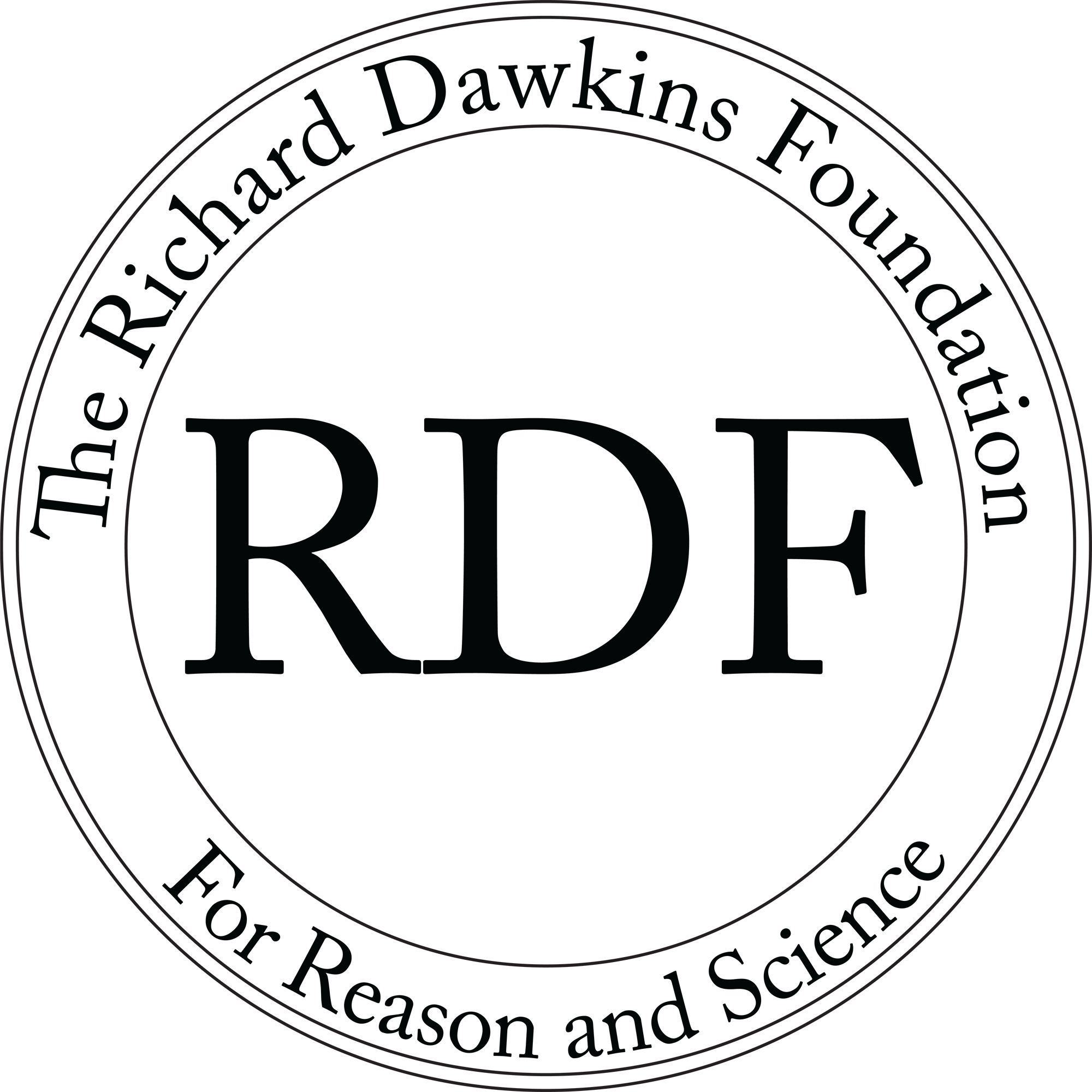
Logo RDF.

The Richard Dawkins Foundation for Reason and Science är en organisation grundad av Richard Dawkins 2006. Organisationen är tänkt att arbeta för att förbättra utlärningen om evolutionsteorin, motarbeta kreationism och intelligent design samt stödja humanistiska organisationer och sekulära humanitära insatser runt om i världen.